# Ruktacja
Ruktacja (także łykawość, bekanie, odbijanie się,  z łac. ructus) - wydobywanie się gazów z żołądka, przy czym często część niestrawionych pokarmów może być mechanicznie podniesiona i w rezultacie wyrzucona na zewnątrz przez jamę ustną lub ponownie połknięta. 
Ruktacja jest zwykle następstwem upośledzonego trawienia, albo też występuje wskutek reakcji nerwowej (histeria). Gazy wydobywające się z żołądka składają się z powietrza, dwutlenku węgla, wodoru, siarkowodoru. Leczenie jest głównie dietetyczne, niekiedy pomaga magnezja, węglan sodu albo niewielka ilość kwasu solnego.